# ITK Open 2011
L'ITK Open 2011 è stato un torneo professionistico di tennis femminile giocato sul cemento. È stata la 1ª edizione del torneo, che fa parte dell'ITF Women's Circuit nell'ambito dell'ITF Women's Circuit 2011. Si è giocato a Istanbul in Turchia dal 22 al 28 agosto 2011.

## Partecipanti

### Teste di serie
| Nazionalità | Giocatrice         | Ranking* | Testa di serie |
| ----------- | ------------------ | -------- | -------------- |
| Germania    | Sarah Gronert      | 230      | 1              |
| Francia     | Irena Pavlović     | 235      | 2              |
| Regno Unito | Melanie South      | 246      | 3              |
| Sudafrica   | Chanel Simmonds    | 258      | 4              |
| Russia      | Valerija Solov'ëva | 263      | 5              |
| Ucraina     | Veronika Kapšaj    | 269      | 6              |
| Lituania    | Lina Stančiūtė     | 272      | 7              |
| Ucraina     | Tetjana Arefyeva   | 274      | 8              |

- Ranking al 15 agosto 2011.

### Altre partecipanti
Giocatrici che hanno ricevuto una wild card:
- Hülya Esen
- Sultan Gönen
- Ons Jabeur
- Melis Sezer

Giocatrici che sono passate dalle qualificazioni:
- Gioia Barbieri
- Despina Papamichail
- Nicole Rottmann
- Elina Svitolina

## Campionesse

### Singolare
Victoria Larrière ha battuto in finale  Sarah Gronert con il punteggio di 6–3, 1–6, 7–5

### Doppio
Julie Coin /  Eva Hrdinová hanno battuto in finale  Sandra Klemenschits /  Irena Pavlović con il punteggio di 6–4, 7–5